# Spanking Machine
Spanking Machine är debutalbumet av det amerikanska punkbandet Babes in Toyland, utgivet den 16 april 1990 på Twin/Tone Records. Gruppen producerade albumet tillsammans med Jack Endino.
Arbetstiteln för albumet var Swamp Pussy, som senare blev namnet på den öppnande låten på albumet. Albumtiteln ändrades senare till Spanking Machine, efter "spanking machine" från ett avsnitt av sitcomen Leave It to Beaver med titeln "The Price of Fame." Albumet spelades in och producerades av Seattle-musikeren och producenten Jack Endino vid Reciprocal Recording i Seattle där andra band som Nirvana och Mudhoney spelade in. Spanking Machine släpptes i april 1990 av Twin/Tone Records. Låten "Dust Cake Boy" var den första och enda singeln från albumet, släppt av Treehouse Records (Minneapolis) 1989. Den spelades in 1988, före bandets sessioner med Jack Endino, i Technisound Studio och producerades av Brian Paulson. Singeln hade B-sidan "Spit to See the Shine". En kampanjvideo för låten "He's My Thing" spelades också in, även om låten aldrig släpptes som singel.

## Låtlista
Alla låtar är skrivna och komponerade av Kat Bjelland, där inget annat anges. 
| Nr           | Titel                                 | Längd |
| ------------ | ------------------------------------- | ----- |
| 1.           | Swamp Pussy                           | 2:24  |
| 2.           | He's My Thing                         | 2:56  |
| 3.           | Vomit Heart                           | 2:48  |
| 4.           | Never                                 | 3:16  |
| 5.           | Boto (W) Rap (Bjelland, Lori Barbero) | 2:31  |
| 6.           | Dogg (Barbero)                        | 3:53  |
| 7.           | Pain in My Heart                      | 3:59  |
| 8.           | Lashes                                | 3:46  |
| 9.           | You're Right                          | 3:07  |
| 10.          | Dust Cake Boy                         | 3:31  |
| 11.          | Fork Down Throat                      | 3:54  |
| Total längd: | Total längd:                          | 35:44 |

## Medverkande
- Kat Bjelland – sång, gitarr
- Lori Barbero – trummor, bakgrundssång, sång på "Dogg"
- Michelle Leon – basgitarr
- Jack Endino – musikproducent, ljudtekniker